# Коломієць Дмитро Валерійович
Дмитро́ Вале́рійович Коломі́єць (5 грудня 1973, м. Біла Церква, Київська область — 24 лютого 2022, с. Кринцілів, Хмельницький район, Хмельницька область) — український військовий льотчик-винищувач (підполковник). Герой України (2022, посмертно).

## Життєпис
Народився 5 грудня 1973 року в місті Біла Церква Київської області в родині військових. Бабуся служила в зенітних військах, а батько — військовий льотчик, тож дитинство промайнуло на аеродромах та гарнізонах. 1990 року закінчив Озерненську гімназію. 
1990 року вступив до Чернігівського вищого військового авіаційного училища льотчиків, по завершенню якого був направлений на службу в Озерне. Опанував літаки Су-27, МіГ-29 та Л-39.
24 лютого 2022 року серед перших зустрів ворога. З самого ранку, коли більшість українців ще спокійно спали та не підозрювали, що розпочалась широкомасштабна війна, офіцер вступив у повітряний бій над Хмельниччиною. Дмитро героїчно відвернув на себе вогонь ворожої авіації, виконуючи завдання на літаку L-39. Це дозволило врятувати побратимів. Пропускаючи бойову групу, був збитий літаком окупантів у районі с. Кринцілів Хмельницького району Хмельницької області.
Похований у с. Скоморохи на Житомирщині.
Залишилися дружина та донька.

## Нагороди
- звання Герой України з удостоєнням ордена «Золота Зірка» (28 лютого 2022, посмертно) — за особисту мужність і героїзм, виявлені у захисті державного суверенітету та територіальної цілісності України, вірність військовій присязі[5].